# That Won't Save Us
that won't save us è un singolo del gruppo musicale statunitense Against the Current, pubblicato il 28 ottobre 2020 dalla Fueled by Ramen. Il 17 dicembre hanno pubblicato una versione acustica del brano.

## Tracce
1. that won't save us – 3:20

## Video musicale
Un video musicale è stato pubblicato contemporaneamente alla pubblicazione del singolo. L'11 novembre 2020 la band ha pubblicato un secondo video musicale, intitolato performance video, per la stessa canzone. Il 17 dicembre è stato pubblicato un video anche per la versione acustica del brano. Tutti i video sono stati diretti da Jade Ehlers.

## Formazione
- Chrissy Costanza – voce solista
- Daniel Gow – chitarra, cori
- William Ferri – batteria, cori